# ژان‌دارک (آلبوم)
ژان دارک (به فرانسوی: Jeanne d'Arc) نام سومین آلبوم استودیویی گروه سمفونیک پاور متال ایتالیایی دای مجستی است که در سال ۲۰۰۵ توسط اسکارلت رکوردز منتشر شد. این آلبوم که پس از جدایی داریو گریلو، نخستین آلبوم گروه با صدای جولیو دی گرگوریو است آلبومی مفهومی بوده و به روایت داستان ژان دارک، دوشیزهٔ اورلئان که رهبری فرانسویان در جنگ صدساله علیه انگلستان را بر عهده داشت می‌پردازد.

## فهرست آهنگ‌ها
آلبوم ژاندارک دارای ۱۲ قطعه است و در نسخهٔ مخصوص ژاپن ترک اضافه‌ای نیز با نام Under Siege با مدت زمان ۶ دقیقه و ۴۴ ثانیه وجود داشت. فهرست این آهنگ‌ها به شرح زیر است:
| شماره      | نام                                    | مدت   |
| ---------- | -------------------------------------- | ----- |
| ۱.         | «نداهای آسمانی (Revelations)»          | ۰۲:۰۷ |
| ۲.         | «دوشیزه‌ای از پولاد (Maiden of Steel)»  | ۰۴:۴۵ |
| ۳.         | «برگزیده (The Chosen)»                 | ۰۶:۰۳ |
| ۴.         | «تاختن به سوی شینون (Ride to Chinon)»  | ۰۴:۳۰ |
| ۵.         | «برای اورلئان... (...For Orleans)»     | ۰۸:۰۰ |
| ۶.         | «پیش به سوی نبرد! (Up to the Battle!)» | ۰۵:۲۱ |
| ۷.         | «مارش دلاور (March of the Brave)»      | ۰۱:۰۴ |
| ۸.         | «ظهور یک پادشاه (The Rise of A King)»  | ۰۶:۲۹ |
| ۹.         | «محاصرهٔ پاریس (Siege of Paris)»        | ۰۶:۲۲ |
| ۱۰.        | «زمان مردن (Time to Die)»              | ۰۴:۴۸ |
| ۱۱.        | «تفتیش عقاید (Inquisition)»            | ۰۱:۳۶ |
| ۱۲.        | «محاکمه (The Trial)»                   | ۰۹:۰۸ |
| مجموع مدت: | مجموع مدت:                             | ۶۰:۱۳ |

## اعضا
گروه دای مجستی به هنگام ضبط این آلبوم متشکل از افراد زیر بود:
- جولیو دی گرگوریو: خواننده
- کلودیو دیپریما: درام
- موریتزیو مالتا: گیتار
- جووانی سانتینی: گیتار
- داریو دالساندرو: گیتار بیس
- جوزپه بوندی: کیبورد